# Protocatedral de San Patricio (San José)
La Iglesia Católica Nuestra Señora de La Vang (en inglés: Our Lady of La Vang Parish, en vietnamita: Giáo Xứ Đức Mẹ La Vang), previamente la Protocatedral Parroquia de San Patricio (en inglés: Saint Patrick Proto-Cathedral Parish), es una parroquia nacional vietnamita y catedral antiguo de la Diócesis de San José. La protocatedral está localizada en el centro de San José, California, a una cuadra al norte de la Universidad Estatal de San José, y lleva el nombre de Nuestra Señora de La Vang. Las Hijas de la Caridad de San Vicente de Paúl patrocinan la Escuela Primaria San Patricio en el campo de la iglesia.

## Historia

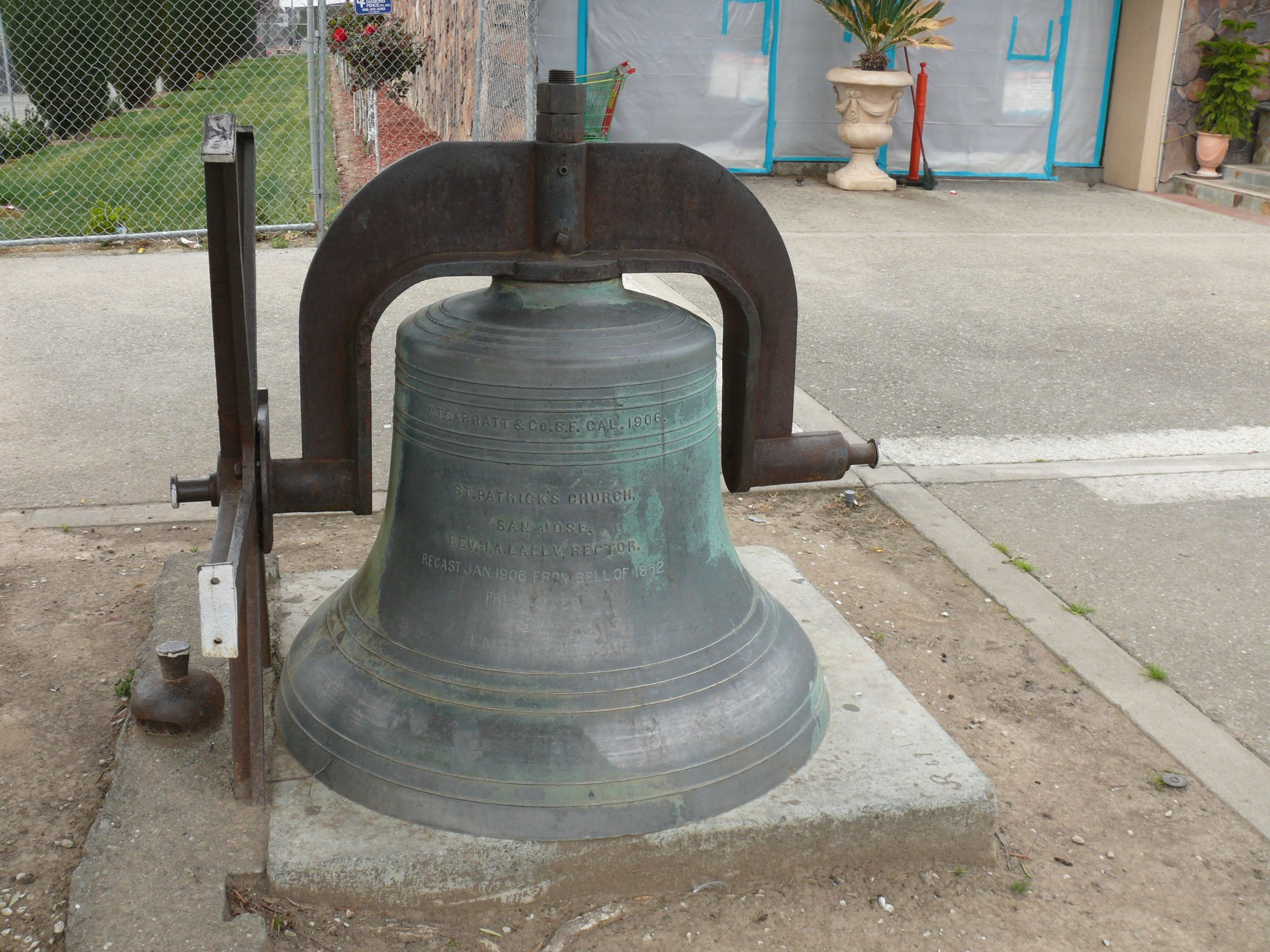
La campana de la Iglesia de San Patricio, refundido en 1906 de la campana original de 1872.

La parroquia fue establecida en 1872 como la segunda parroquia católica de la ciudad de San José, a raíz de lo que ahora es la Catedral Basílica de San José. Se llamó San Patricio, por el Arzobispo de Armagh y patrón de Irlanda. El fundador, el padre Joseph Gallagher, también sirvió como el primer pastor.
La parroquia original era un edificio gótico ubicado en la intersección de las calles Nueve y Santa Clara, completada en 1888. Esta iglesia fue destruida en el terremoto de San Francisco de 1906, pero fue reconstruida a menos de un año después. La segunda iglesia fue sustituida por la actual iglesia, en la intersección de las calles Octava y Santa Clara en 1967. Desde 1981 hasta 1990, San Patricio fue la catedral de la Diócesis San José, pero la catedral, fue trasladada a la recién renovada Basílica de San José, por lo que a la parroquia se le designó como protocatedral.

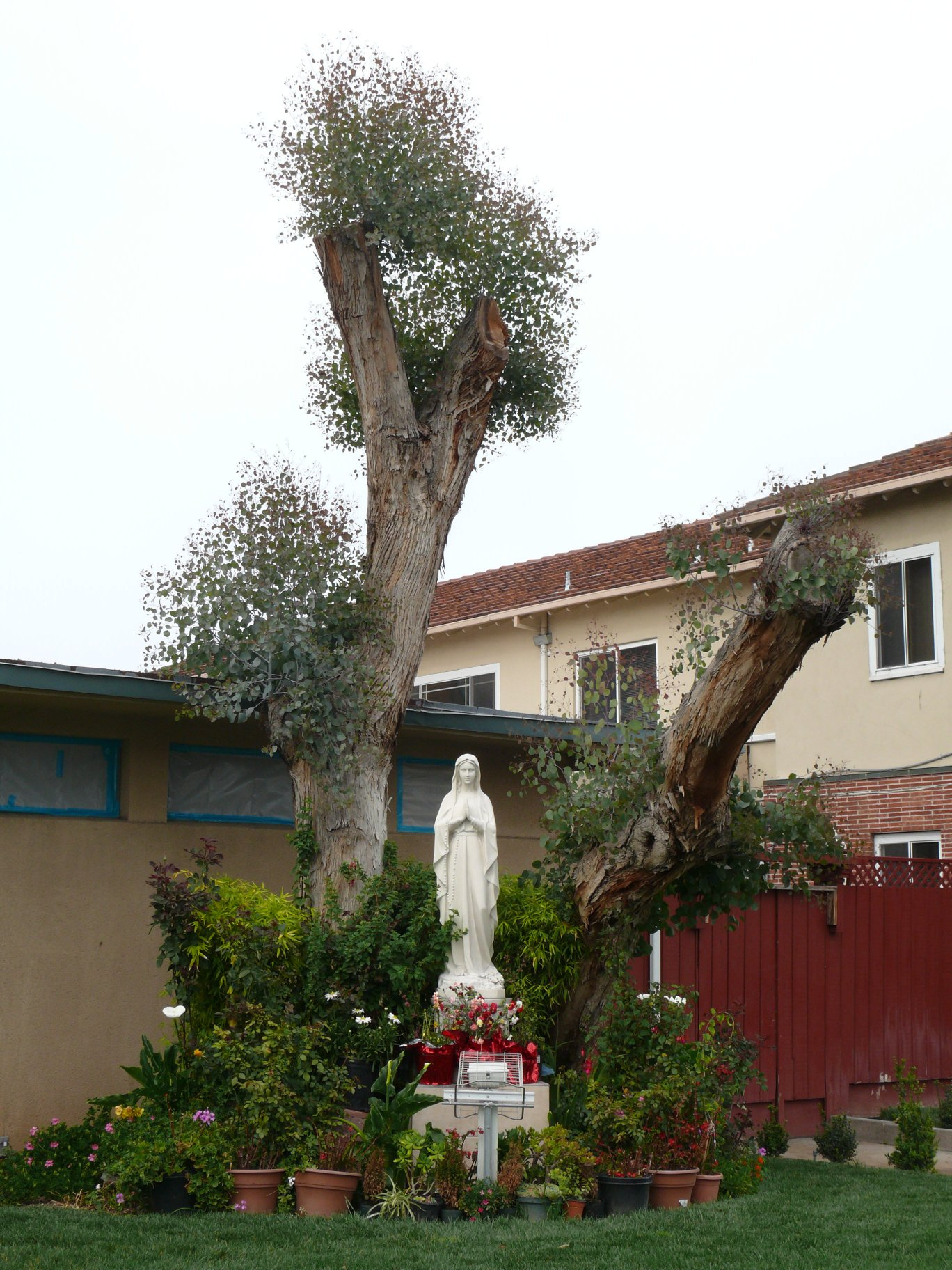
Una estatua de la Virgen María en el campo de la iglesia.

En 2002, la diócesis transformó la parroquia de una parroquia territorial "normal" a una parroquia nacional para la comunidad vietnamita. Además de las misas en vietnamita, la parroquia también ofrece las misas en inglés y español.
Un fuego destruye el edificio de la iglesia en la mañana de 31 de agosto de 2012; después el edificio fue demolido. El 28 de abril de 2013, Arzobispo Patrick J. McGrath promulgó un decreto que renombró la protocatedral para Nuestra Señora de La Vang, la patrona de Vietnam. La escuela adyacente continuó con el nombre San Patricio. La parroquia está construyendo un edificio nuevo en el sitio de la protocatedral que se incendió.

## Galería de imágenes

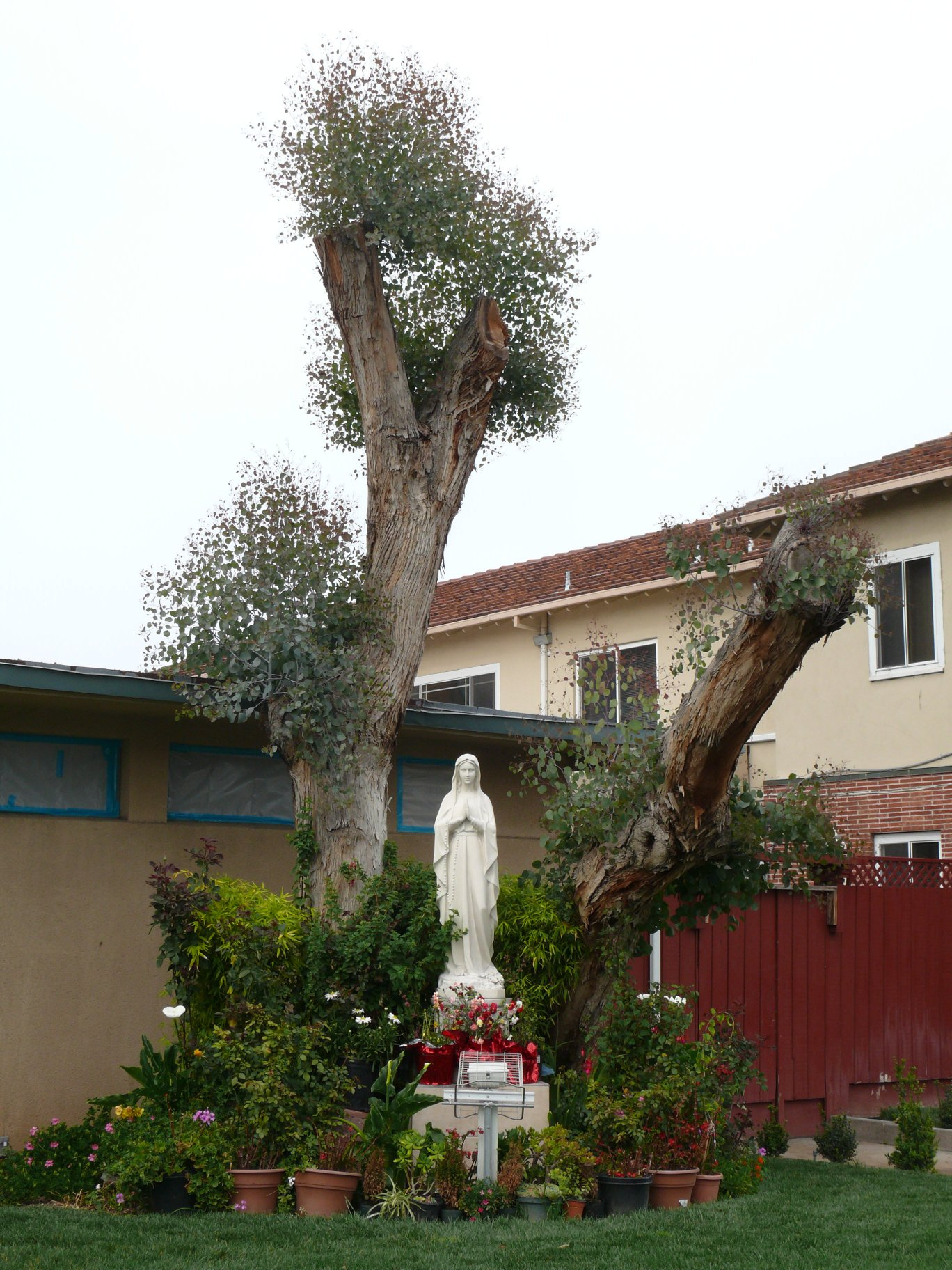
Estatua de la Virgen María
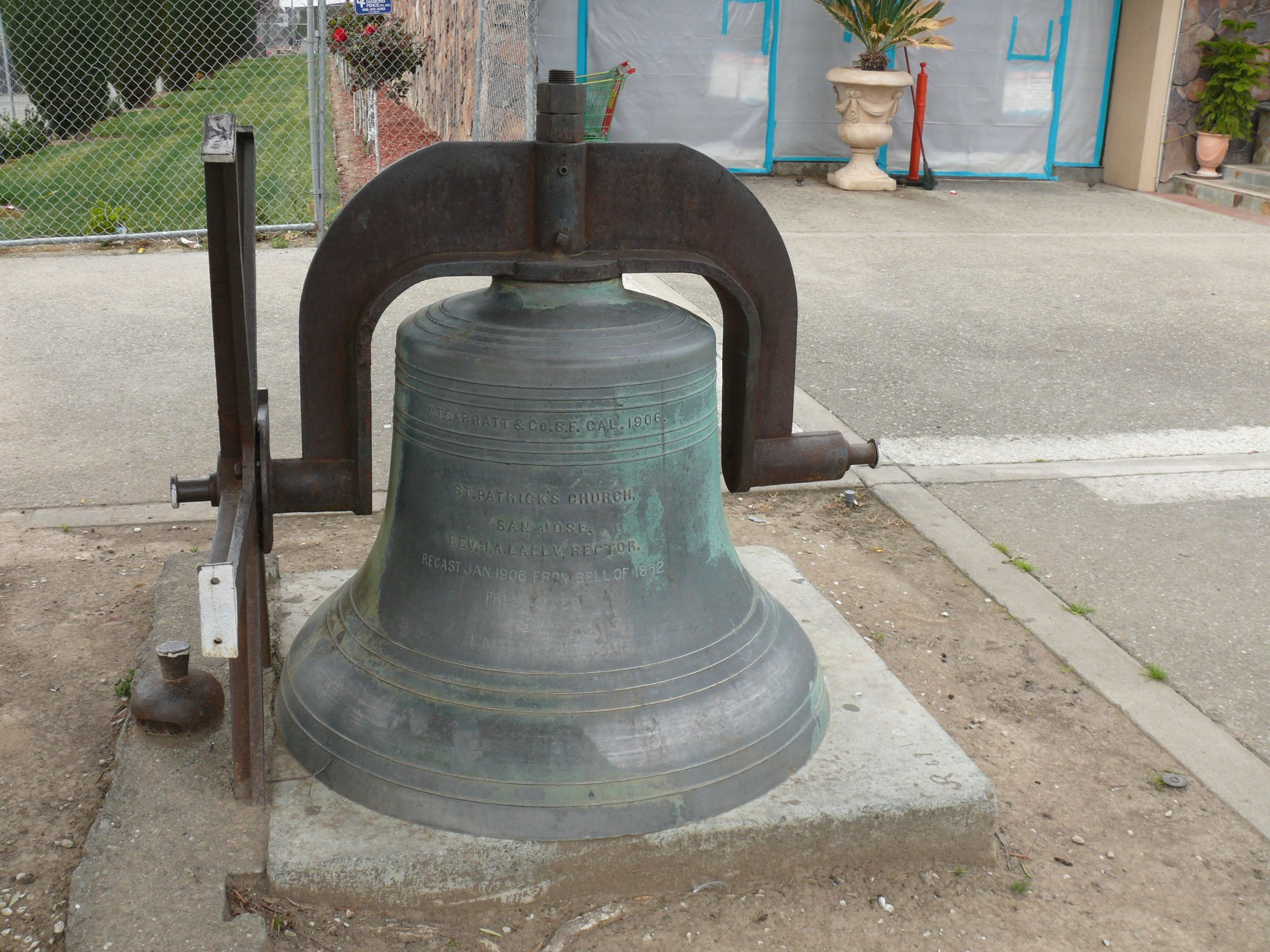
Campana